# Homorthodes rubritincta
Homorthodes rubritincta là một loài bướm đêm trong họ Noctuidae.